# Ley de parto humanizado
La ley 25.929 de "Derechos de padres e hijos durante el trabajo de parto", conocida como ley de parto humanizado, es una legislación argentina que regula los derechos en el parto. Fue sancionada en agosto del año 2004 y reglamentada en el año 2015.
La ley establece los derechos de los que la mujer goza durante el embarazo, trabajo de parto, parto y postparto. También insta a las empresas de medicina privada prepaga y a las obras sociales a instrumentar las medidas y ejecutar los cambios necesarios para garantizar el cumplimiento de la ley.

## Historia
La ley 25.929 de "Derechos de padres e hijos durante el trabajo de parto" fue aprobada por el congreso nacional en agosto del año 2004. Esta norma se centra en la mujer embarazada que va a dar a luz y en el proceso fisiológico del parto. Enumera los derechos de la mujer durante el embarazo, el trabajo de parto, el parto y el posparto, e insta a  profesionales de la salud, a las obras sociales y las entidades de medicina prepaga a cumplir, mediante sus prestaciones, con los requisitos de un parto respetado. Considera que la violencia obstétrica es una clase de violencia en contra de las mujeres.
En 2009 la legislación se complementa con la ley 26.485 de protección integral a las mujeres. Las mujeres están protegidas de la violencia obstétrica, que implica: el trato humillante por parte de personal sanitario, el abuso de medicalización y/o la patologización innecesaria.
El delito de lesiones, figura penal en la que podrían incurrir los profesionales de la salud y sus auxiliares en casos de violencia obstétrica, se sostiene en el artículo 89 del Código Penal de la Nación que castiga con pena de prisión al que causare a otro, en el cuerpo o en la salud, un daño que no esté previsto en otra disposición de este Código. En el libro Derecho Penal Argentino, Sebastian Soler manifiesta: “El concepto de daño en la salud tanto comprende la salud del cuerpo como la salud mental, de manera que la alteración del psiquismo constituye también delito de lesiones”. En el caso particular de la violencia obstétrica, no solo se violentan los derechos de esta ley, sino que se omiten actos propios de la profesión que deben cumplir que han sido debidamente reglados, por ejemplo, el Código de Ética de la Confederación Médica de la República Argentina.
La ley 25.929 fue reglamentada en el año 2015 mediante el decreto N° 2035.
Las Leyes Nº 25.929 y 26.485 se aplican en todo el territorio de la República Argentina sin necesidad de leyes de adhesión y ratificación por parte de las provincias o de la Ciudad Autónoma de Buenos Aires, siendo además la ley N° 26485 de orden público.

## Tratados internacionales
De acuerdo al Dictamen Alt Nº 196/2015 de la Asesoría Legal y Técnica del Defensor del Pueblo de la Nación Argentina, las siguientes disposiciones integran el marco normativo de la ley mencionada: la Constitución Nacional Argentina, y en particular la ley Nº 23.179 que aprobó la Convención sobre eliminación de todas las formas de discriminación contra la mujer; la ley Nº 23.592, que castiga los actos discriminatorios; la ley Nº 24.632 que aprobó la Convención Interamericana para prevenir, sancionar y erradicar la violencia contra la mujer; la Ley Nº 26.061 de Protección Integral de los Derechos de las Niñas, Niños y Adolescentes; la ley Nº 26.171 que aprobó el Protocolo Facultativo de la Convención sobre Eliminación de todas las Formas de Discriminación contra la Mujer; la ley Nº 26.529, que reconoce los derechos del paciente en relación con los profesionales de la salud, los agentes del seguro de salud y cualquier efector de que se trate; la Ley Nº 26.743 de Identidad de Género; además de la Declaración Americana de los Derechos del Hombre (artículos VII y XI); la Declaración Universal de Derechos Humanos (artículos 3, 8 y 25); el Pacto Internacional sobre Derechos Económicos, Sociales y Culturales  (artículo 12.1 y 12.2); el Pacto Internacional de Derechos Civiles y Políticos (artículo 24.1); la Convención Americana sobre Derechos Humanos (artículo 4.1 y 5, numeral 1, 19 y 26) y la Convención de los Derechos del Niño (artículos 6, 23, 24 y 26); la Convención Internacional sobre todo tipo de Discriminación hacia la Mujer (CEDAW, ONU, 1976); la Convención Interamericana para la Prevención, Sanción y Erradicación de la Violencia hacia la Mujer (OEA, Belém do Pará, 1994); las Conferencias Mundiales sobre la Mujer de Naciones Unidas: México 1975, Copenhague 1980, Nairobi 1985; la Conferencia Mundial sobre Derechos Humanos, Naciones Unidas, Viena 1993; la Conferencia Mundial sobre Población y Desarrollo, Naciones Unidas, El Cairo 1994; las Recomendaciones del Comité de Derechos Económicos, Sociales y Culturales (ONU); las Recomendaciones y disposiciones dictadas por la Organización Mundial de la Salud; y, finalmente, la Declaración y Plataforma de Acción de Beijing (1995).